# 526-та піхотна дивізія (Третій Рейх)
526-та піхотна дивізія (Третій Рейх) (нім. 526. Infanterie-Division) — піхотна дивізія Вермахту, що входила до складу німецьких сухопутних військ у роки Другої світової війни.

## Історія з'єднання
526-та піхотна дивізія була сформована 15 жовтня 1939 року в Кельні, у VI військовому окрузі, шляхом реорганізації 9-го командування сектору прикордонної охорони (нім. Grenzwacht-Abschnitts-Kommando 9). Спочатку дивізія складалася з 6-го та 16-го полків прикордонної охорони, кожен з яких мав три батальйони. Першим командиром дивізії був Ганс фон Зоммерфельд, який служив з жовтня 1939 року до жовтня 1940 року.
Протягом 1939—1940 рр. 526-та піхотна дивізія входила до складу 2-ї армії (22 жовтня 1939), армійської групи N (28 жовтня), VI військового округу (4 листопада), X армійського корпусу (17 листопада), 18-ї армії (29 січня 1940), знову VI військового округу (12 травня) і генерал-квартирмейстерства німецьких збройних сил (24 травня).
28 травня 1940 року дивізію знову передали VI військовому округу для контролю і охорони військовополонених союзників, захоплених під час Західної кампанії, але потім перенаправили для забезпечення безпеки голландсько-бельгійського кордону. Тут дивізія виконувала окупаційні обов'язки, здійснювала нагляд за різними меншими підрозділами як у Німеччині, так і в окупованих Нижніх країнах. У жовтні 1940 року 526-та піхотна дивізія складалася з двох штабів полків земельних стрільців (33-го (Кельн), 76-го (Аахен) і шести батальйонів земельних стрільців (254-го, 308-го, 854-го, 871-го, 902-го, 909-го). 15 грудня 1941 року 526-та піхотна дивізія була розформована; штаб дивізії став дивізійним управлінням 329-ї піхотної дивізії, а підпорядковані частини передано під командування 406-ї дивізії особливого призначення в Мюнстері.

## Райони бойових дій
- Західна Німеччина (жовтень 1939 — травень 1940)
- Франція, Нідерланди, Бельгія, Німеччина (травень 1940 — грудень 1941)

## Командування

### Командири
- генерал-лейтенант Ганс фон Зоммерфельд (25 жовтня 1939 — 15 листопада 1940)
- генерал-лейтенант Гюнтер фон Гаммерштайн-Екворд (15 листопада 1940 — 7 березня 1941)
- генерал-лейтенант Фріц Кюне (7 березня — 15 грудня 1941)

### Склад
| 1 жовтня 1940                       |
| ----------------------------------- |
| 33-й полк земельних стрільців       |
| 76-й полк земельних стрільців       |
| 254-й батальйон земельних стрільців |
| 308-й батальйон земельних стрільців |
| 854-й батальйон земельних стрільців |
| 871-й батальйон земельних стрільців |
| 902-й батальйон земельних стрільців |
| 909-й батальйон земельних стрільців |
| батальйон земельних стрільців «B»   |